# Polskie Stronnictwo Ludowe (1945–1949)
Polskie Stronnictwo Ludowe (PSL, zwane też PSL mikołajczykowskim) – polska partia polityczna założona 22 sierpnia 1945, powstała z przekształcenia Stronnictwa Ludowego „Roch” – organizacji działającej w podziemiu podczas II wojny światowej. 

## Historia

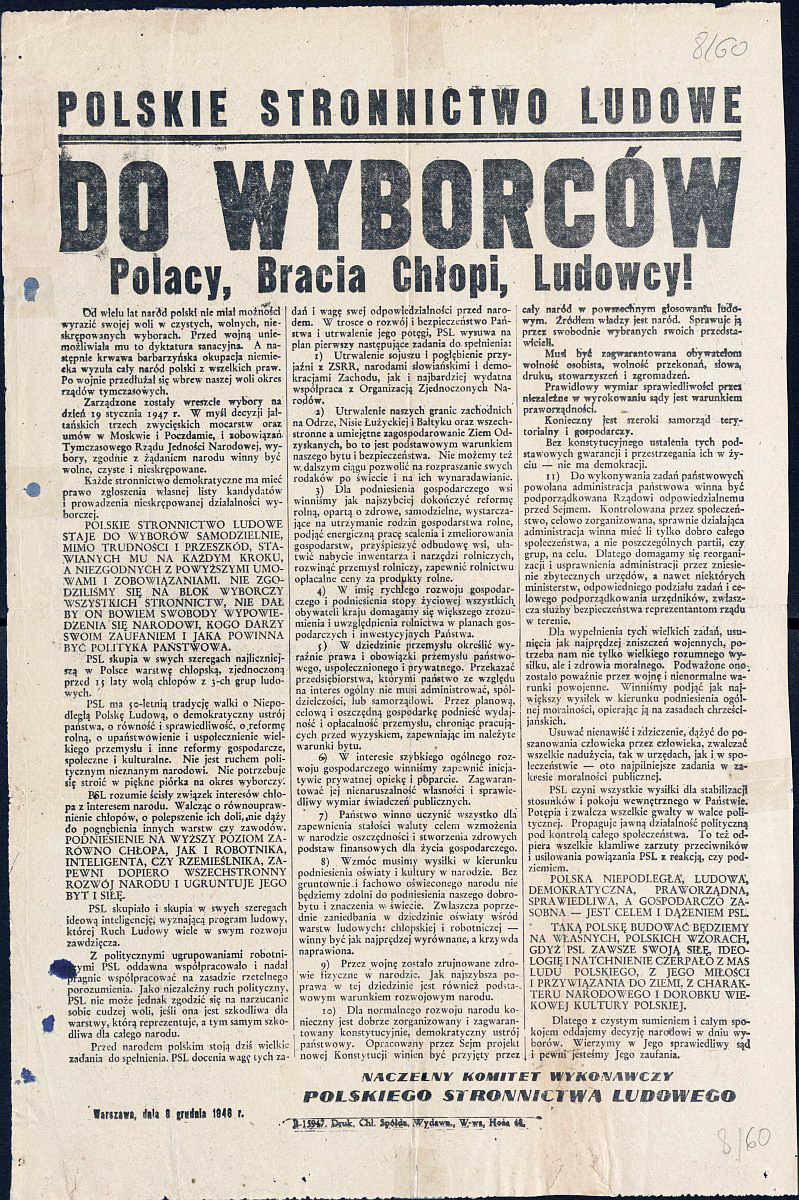
Odezwa wyborcza PSL, grudzień 1946

8 lipca 1945 na po konferencji w Warszawie postanowiono ujawnić struktury SL „Roch” i powołano Tymczasowy Komitet Wykonawczy Stronnictwa Ludowego, który 12 lipca 1945 wyłonił prezydium partii. Prezesem został Wincenty Witos, a pierwszym wiceprezesem Stanisław Mikołajczyk (były premier RP na uchodźstwie). Istniała już jednak inna partia o nazwie Stronnictwo Ludowe (tzw. „lubelskie”) – organizacja rozłamowa z SL „Roch”, skupiająca działaczy ludowych współpracujących z komunistami z PPR. Nie doszło do porozumienia obydwu stronnictw i 22 sierpnia 1945 prezydium Krajowej Rady Narodowej wyraziło zgodę na działalność nowej partii o nazwie „Polskie Stronnictwo Ludowe”, do której przeszła większość członków rozłamowego SL. 31 października 1945 zmarł prezes partii Wincenty Witos, a jako p.o. prezesa zastąpił go Stanisław Mikołajczyk. W listopadzie 1945 PSL zrzeszało około 200 tys. członków, a w już styczniu 1946 – 540 tys.
W czasie zjazdu w 1945 w Warszawie Stanisław Mikołajczyk potępił bratobójcze mordy dokonywane przez Narodowe Siły Zbrojne i skrytykował postawę emigracji. W latach 1945–1946 partia była członkiem powstałej w 1944 z inspiracji PPR Komisji Porozumiewawczej Stronnictw Demokratycznych.
Podczas obradującego w dniach 19–21 stycznia 1946 w Warszawie Kongresu PSL uchwalono program oraz statut partii, a także dokonano wyboru nowych władz. Prezesem został Stanisław Mikołajczyk, wiceprezesami Józef Niećko oraz Stanisław Bańczyk (wcześniejszy przywódca „lubelskiego” Stronnictwa Ludowego), a sekretarzem Stanisław Wójcik.
W maju 1946 Stronnictwo liczyło już 800 tys. członków. Wokół Polskiego Stronnictwa Ludowego skupiły się wszystkie siły opozycyjne wobec komunistów, którzy obejmowali władzę. Stało się ono głównym przedmiotem ataków z ich strony, gdyż odrzucało dyktaturę proletariatu i kierowniczą rolę partii robotniczej. Program PSL opierał się na założeniach ideologii agraryzmu i propozycji pośredniej formy ustrojowej pomiędzy kapitalizmem a socjalizmem. W maju 1946 opozycyjni wobec Mikołajczyka politycy opuścili partię, tworząc 9 czerwca 1946 PSL „Nowe Wyzwolenie”. W referendum ludowym z 30 czerwca 1946 (którego wyniki zostały sfałszowane) PSL wbrew komunistom opowiadało się przeciw likwidacji Senatu. Następnie partia mająca około miliona członków, liczyła na zwycięstwo w wyborach do Sejmu Ustawodawczego w 1947, mając szerokie poparcie społeczne, a także szerokie poparcie w kręgach kościelnych. W czasie kampanii wyborczej została powołana przez władze komunistyczne Państwowa Komisja Bezpieczeństwa, która miała koordynować działania aparatu represji wobec działaczy PSL takich jednostek, jak MBP, LWP, KBW, WOP, UB, MO i ORMO. Około 80 tysięcy działaczy lokalnych zostało aresztowanych, a około 200 zamordowanych. Struktury powiatowe PSL zostały rozwiązane, przez co uniemożliwiano ludowcom wystawianie własnych kandydatów do Sejmu. Ostatecznie partii udało się zarejestrować tylko 577 kandydatów.

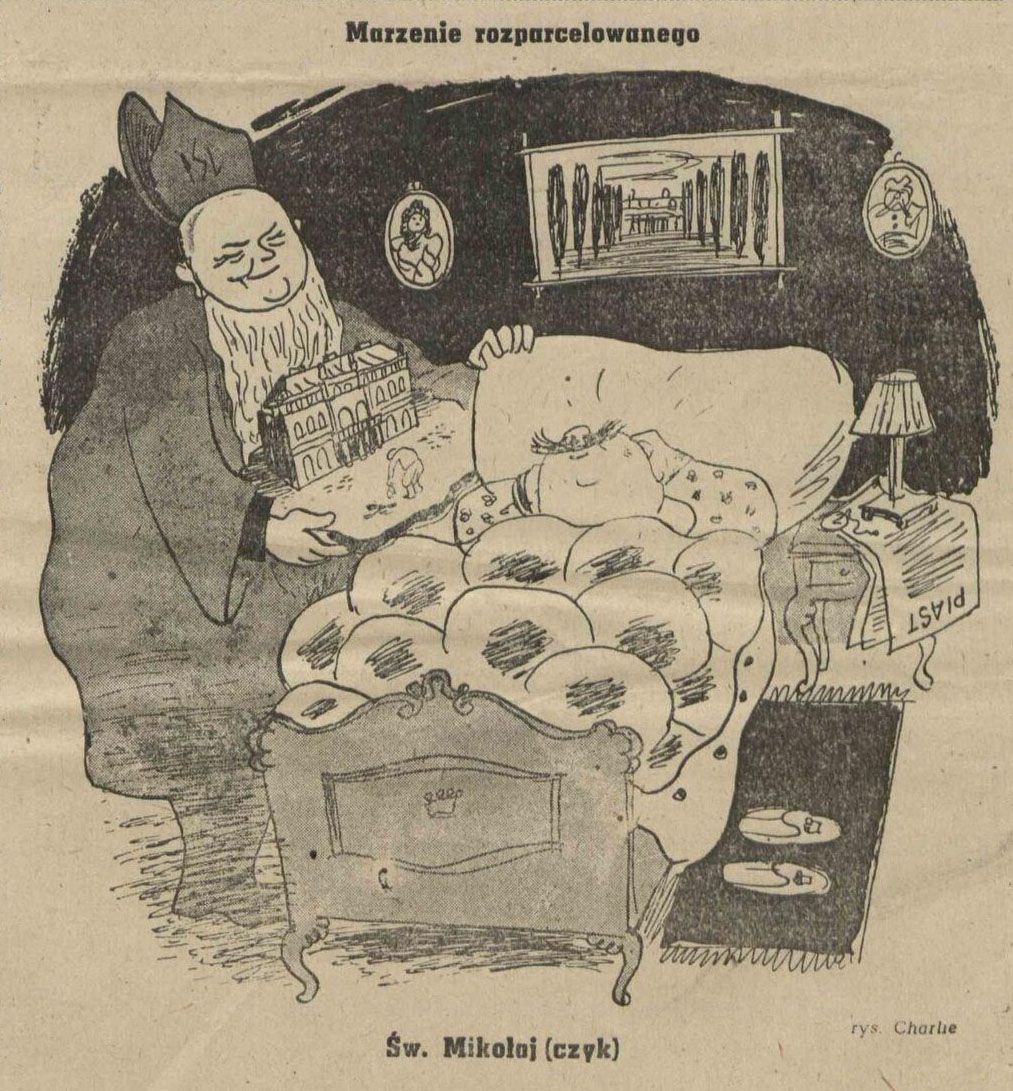
Propagandowa karykatura przedstawiająca Stanisława Mikołajczyka jako przeciwnika reformy rolnej z 1944 roku, który pragnie oddać „wielkoobszarnikom” utracone przez nich dworki, „Szpilki”, grudzień 1945

W wyniku sfałszowanych wyborów PSL uzyskało w Sejmie Ustawodawczym jedynie 28 mandatów na 444 miejsca (w 4,2 tys. z 5,5 tys. komisji brakowało przedstawicieli PSL, w wyniku czego członkowie PPR sporządzali fałszywe protokoły, unieważniane były także listy wyborcze PSL). Po wyborach w partii doszło do kolejnego rozłamu. Działacze opowiadający się za ugodą z PPR, opozycyjni wobec Stanisława Mikołajczyka, utworzyli po sfałszowanych przez PPR wyborach prokomunistyczną frakcję wewnątrz PSL – PSL-Lewicę, która po wykluczeniu z PSL nie uznała tej decyzji, a Józef Niećko ogłosił się przewodniczącym Komitetu Organizacyjnego, następnie przewodniczącym Centralnego Komitetu Lewicy PSL, który po potajemnym wyjeździe za granicę Stanisława Mikołajczyka (20 października 1947) przekształcił się 27 października w Tymczasowy NKW PSL i przejął samozwańczo władzę w Polskim Stronnictwie Ludowym. Rozłamowcy z poparciem PPR i czynnym udziałem aparatu Ministerstwa Bezpieczeństwa Publicznego przejęli władzę w stronnictwie, jego gazety (w tym „Gazetę Ludową” i „Chłopski Sztandar”), wydawnictwa i struktury, sprowadzając partię do roli stronnictwa satelitarnego PPR. Pod koniec 1948 partia liczyła jedynie około 30 tys. członków i współpracowała z satelickim wobec PPR Stronnictwem Ludowym, z którym połączyła się 27 listopada 1949, tworząc nową partię – Zjednoczone Stronnictwo Ludowe. Ugrupowanie to stało się satelicką partią PZPR. Józef Niećko objął w nim przewodnictwo Rady Naczelnej (pierwszym prezesem partii został Władysław Kowalski).
Działacze, którzy nie współtworzyli ZSL i znaleźli się na uchodźstwie, kontynuowali działalność na emigracji jako PSL – Odłam Jedności Narodowej. Działacze pozostali w kraju byli prześladowani politycznie i policyjnie przez Ministerstwo Bezpieczeństwa Publicznego. W 1989 część historycznych działaczy PSL odtworzyła w kraju PSL wilanowskie (w 1990 współtworzące PSL).

## Działacze

### Prezesi
- Wincenty Witos – od 12 lipca 1945 do 31 października 1945
- Stanisław Mikołajczyk – od 31 października 1945 (do 21 stycznia 1946 jako p.o.) do 27 października 1947
- Józef Niećko – od 27 października 1947 do 27 listopada 1949

### Wiceprezesi
- Stanisław Mikołajczyk – od 12 lipca 1945 do 31 października 1945
- Władysław Kiernik – od 12 lipca 1945 do 21 stycznia 1946
- Józef Niećko – od 12 lipca 1945 do 2 lutego 1947
- Stanisław Bańczyk – od 21 stycznia 1946 do 27 października 1947
- Stanisław Klimczak – od 2 lutego 1947 do 27 października 1947
- Czesław Wycech – od 27 października 1947 do 4 października 1949
- Jan Madejczyk – od 27 października 1947 do 27 listopada 1949
- Jan Domański – od 4 października 1949 do 27 listopada 1949

## Organy prasowe
- „Gazeta Ludowa”
- „Piast”
- „Polska Ludowa"